# Xã Dover, Quận Olmsted, Minnesota
Xã Dover (tiếng Anh: Dover Township) là một xã thuộc quận Olmsted, tiểu bang Minnesota, Hoa Kỳ. Năm 2010, dân số của xã này là 389 người.